# Fabian Gottlieb von Osten-Sacken
Pour les articles homonymes, voir Osten-Sacken.
Le prince Fabian Gottlieb von Osten-Sacken ou Fabian Wilhelm von der Osten-Sacken, né le 20 octobre 1752 à Reval (actuelle Tallinn), mort le 7 septembre 1837 à Kiev, est un militaire russe d'origine germano-balte qui a joué un rôle notable pendant les guerres napoléoniennes.
En particulier, c'est lui qui a conquis le duché de Varsovie en 1813 ; il a aussi été gouverneur militaire de Paris pendant la période de l'occupation par la coalition ; il a été promu à la dignité de feld-maréchal en 1826.

## Biographie

### Origines familiales et jeunesse
Issu d'une famille d'origine allemande implantée dans les pays baltes, il est le fils du baron Wilhelm-Ferdinand von Osten-Sacken, adjudant-major du comte Burckhardt de Munnich avant sa mort.
Il connaît une enfance marquée par une certaine pauvreté. Il fait des études à l'université de Dorpat (actuelle Tartu), puis se entre comme aspirant au régiment de mousquetaires de Kaporle (18 octobre 1766).

### Débuts militaires (1768-1806)
Pendant la guerre guerre russo-turque de 1768-1774, il participe, entre autres au blocus de Khotin. Il est promu enseigne en 1769, sous-lieutenant en 1770. Il sert alors dans le régiment de mousquetaires de Nasheburg sous le commandement d'Alexandre Souvorov jusqu'en 1773, participant à la guerre de soutien au roi de Pologne Stanislas Auguste Poniatowski contre la Confédération de Bar.
En 1786, il devient lieutenant-colonel au régiment de grenadiers de Moscou ; le 19 juillet 1789, il passe dans le régiment de mousquetaires de Rostov, unité avec laquelle il participe à la guerre russo-turque de 1787-1792. Il reçoit l'ordre de Saint-Vladimir pour son action dans la bataille de la Prut et la prise de Focşani. Il se distingue aussi à Izmail : Souvorov dit de lui qu'il est, par son courage et discrétion, un de ceux qui ont plus contribué à la victoire.
Le 10 août 1792, il est promu colonel et en 1793 sert dans le régiment des mousquetaires de Tchernigov. Pour son rôle dans un combat près de Vilnius contre les Polonais de l'insurrection de Kosciuszko, il reçoit une épée d'or avec une inscription Pour le courage. Le 28 septembre 1797, il prend le commandement du régiment de grenadiers de Yekaterinoslav avec le grade de général de division et, à partir du 11 juillet 1799, de lieutenant-général.
Durant la guerre contre la France, il est fait prisonnier lors de la première bataille de Zurich (juin 1799) et reste emprisonné à Nancy jusqu'en 1801. À son retour en Russie, il reçoit le commandement des corps de réserve postés dans les gouvernements de Grodno et de Vladimir.

### Guerres napoléoniennes (1806-1815)
À la suite des batailles de Pułtusk (décembre 1806) et d'Eylau (février 1807), le baron von Osten-Sacken reçoit l'ordre de Saint-Vladimir de seconde classe et l'Ordre de l'Aigle rouge de Prusse. Peu après, l'hostilité du comte Levin August von Bennigsen le contraint à démissionner.
Quand Napoléon envahit la Russie, Osten-Sacken reprend du service à la tête du corps de réserve basé en Volhynie. Il est chargé de défendre les frontières méridionales contre une possible invasion par les armées de la Saxe et de l'Autriche. Dans la bataille près de Volkovyssk, il défait une unité française et en la poursuivant, il franchit la frontière du duché de Varsovie. Lors de la campagne de Pologne, joignant ses forces à celles du comte Mikhaïl Andreïevitch Miloradovitch, il prend Varsovie et affronte avec succès le prince Joseph Poniatowski. En récompense, il reçoit l'ordre de Saint-Alexandre-Nevski.
Pendant la campagne d'Allemagne, il se joint à l'armée de Silésie sous le commandement de Blücher ; il est promu général d'infanterie après la bataille de la Katzbach (août 1813). Pour sa bravoure dans la bataille de Leipzig, il reçoit l'ordre de Saint-Georges de seconde classe.
Pendant la campagne de France, il commande l'armée russe lors de la bataille de Brienne (janvier 1814) et reçoit l'ordre de Saint-André. Dans les engagements suivants, il commande l'armée de Silésie en remplacement de Blücher.

### Fin de carrière
À l'issue de la guerre, Osten-Sacken commande le 3e corps d'infanterie jusqu'à la mort de Barclay de Tolly, qui lui permet d'être nommé général en chef de la 1re armée.
Le 26 août 1818 il est admis au Conseil d'état de l'Empire russe. Le titre de comte de la Russie impériale lui est accordé le 8 avril 1821 et le titre de prince en novembre 1832.

## Sources
- « Fabian Gottlieb von Osten-Sacken », dans Charles Mullié, Biographie des célébrités militaires des armées de terre et de mer de 1789 à 1850, 1852 [détail de l’édition]

- (en) Cet article est partiellement ou en totalité issu de l’article de Wikipédia en anglais intitulé « Fabian Gottlieb von Osten-Sacken » (voir la liste des auteurs) dans sa version du 15 juin 2007.